# باشگاه فوتبال اوردینگن ۰۵
اوردینگن ۰۵ یک باشگاه فوتبال آلمانی در منطقه اوردینگن در شهر کرفلد ، واقع در ایالت نوردراین-وستفالن است. یک بار دهه ۱۹۸۰ در بوندس لیگا حضور داشته که از بزرگترین موفقیت های این باشگاه است، همچنین یک قهرمانی در جام حذفی آلمان در سال ۱۹۸۵ دارد. آن ها اکنون در لیگا ۳ آلمان بازی میکنند.

## تاریخچه
این باشگاه در ۱۷ نوامبر ۱۹۰۵ با عنوان باشگاه فوتبال اوردینگن ۰۵ تاسیس شد. در تاریخ ۱ اوت ۱۹۱۹ ، به دنبال جنگ جهانی اول و پس از جنگ جهانی دوم از سال ۱۹۴۱ تا ۱۹۴۵ ، این باشگاه فعالیت خود را از سر گرفت. 
در سال ۱۹۵۳ ، این باشگاه با بایر اوردینگن ، که یک باشگاه ورزشی محلی متعلق به غول شیمیایی شرکت بایر ادغام شد و به اف سی بلیر اوردینگن ۰۵ تبدیل شد. شرکت بایر در سال ۱۹۹۵ حمایت مالی این تیم فوتبال قطع کرد و در آن زمان این باشگاه نام اصلی خود را دوباره پس گرفت. 

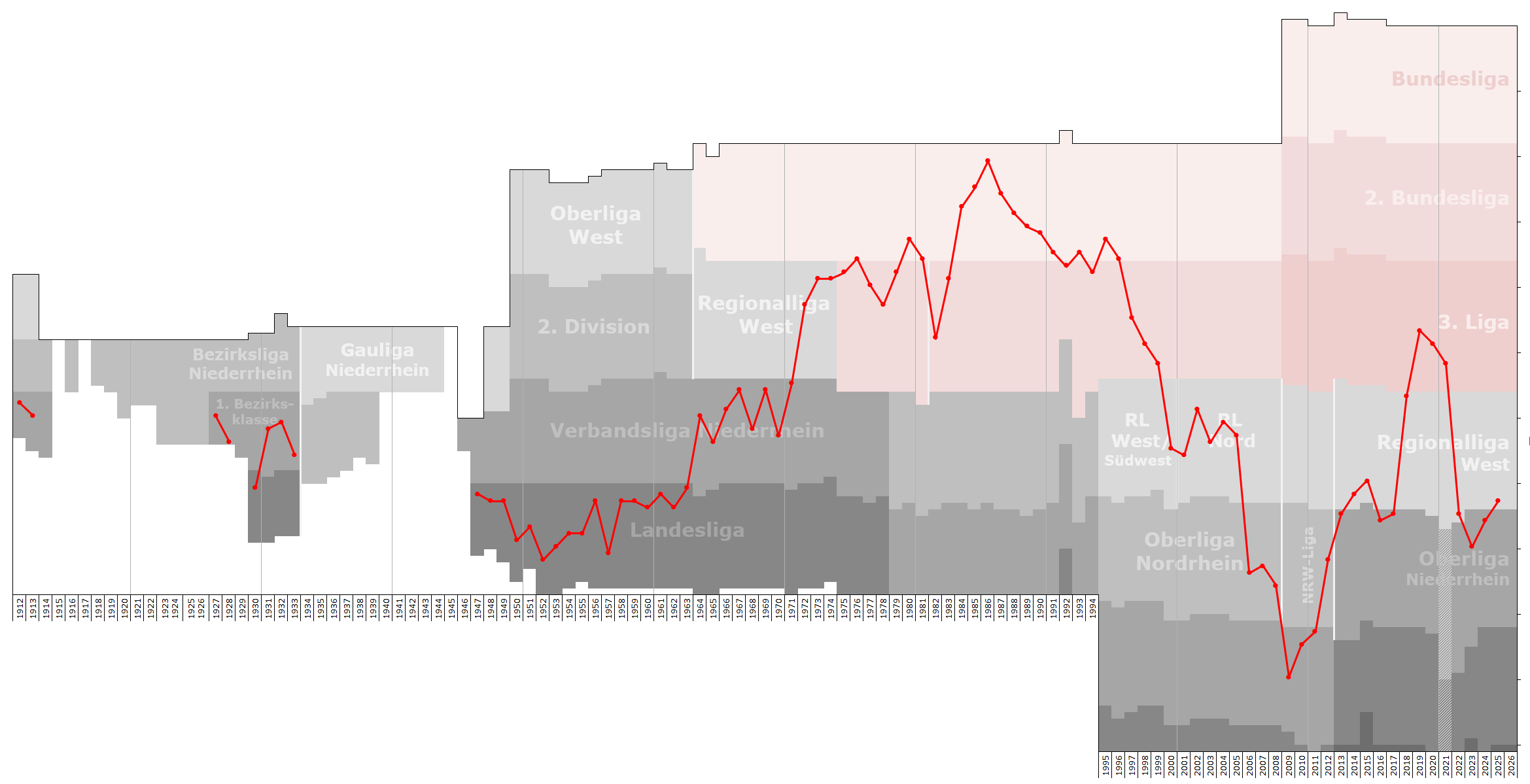
نمودار تاریخی عملکرد ادرینگن در لیگ بعد از جنگ جهانی دوم

## افتخارات
افتخارات باشگاه: 
- جام حذفی آلمان
  - قهرمان: ۱۹۸۵
- جام برندگان جام اروپا
  - نیمه نهایی ۱۹۸۶
- ورباندسلیگا
  - قهرمان: ۱۱-۲۰۱۰
- اوبرلیگا نیدرایین
  - قهرمان: ۱۳-۲۰۱۲
- جام راین پایین
  - قهرمان: ۲۰۰۱ ، ۲۰۱۹